# 自訂車輛登記號碼計劃

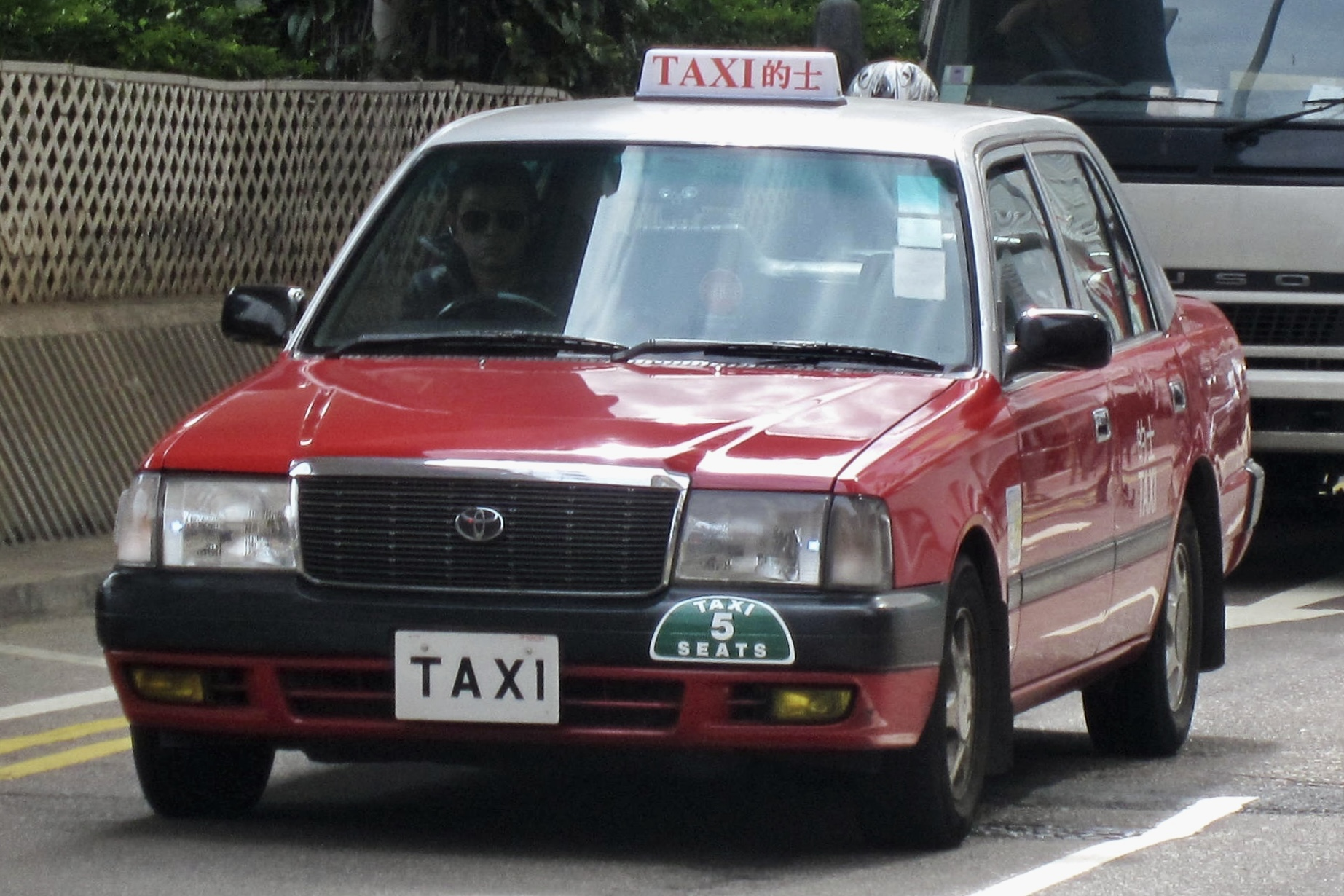
一輛以「TAX1」為車牌號碼的香港的士

自訂車輛登記號碼計劃（英語：Personalized Vehicle Registration Marks Scheme），俗稱自選車牌或自訂車牌，乃香港運輸署於2006年推出的自選香港車輛登記號碼計劃。讓市民自行選擇非制訂排列英文字母及阿拉伯數字作為車輛登記號碼。所有自訂車輛登記號碼均需經運輸署審批及拍賣競投程序。

首次拍賣已於2006年9月16日於香港會議展覽中心舉行。

## 背景
2005年4月，時任香港財政司司長唐英年，在2005-2006年度財政預算案中提出，讓市民自行選擇最多8個位的車輛登記號碼（俗稱：車牌），以底價港幣20,000元為拍賣起點，讓市民可以自選自己喜歡的車輛登記號碼。而自選車輛登記號碼的拍賣收入，將會用作扶貧用途。
後來，為增加市民的參與能力，底價由港幣20,000元起，降至港幣5000元起，首次申請於2006年4月1日至4月30日期間，接受市民遞交申請表格。

## 計劃內容
市民可自訂包括英文字母、數字及空格最多共8位登記號碼，若申請的號碼組合中包含英文字母「I」、「O」及「Q」者，運輸署均會視作數字 1 及 0 處理，以符合法例要求；且不能與政府制訂的登記號碼相同。
香港運輸署對是否接納某一號碼申請有最終決定權。

## 申請和拍賣

### 流程
香港運輸署在一般情況下，在每年1月、5月及9月接受市民遞交申請表。如遞交申請數量超出上限，則會抽籤處理申請，並在網上公佈中籤名單及通知各中籤者。中籤者經過查核程序後，收到繳付按金通知，申請人須在限期內繳付5,000元按金。經最後的審核程序後，運輸署則安排拍賣會，讓所選車牌公開拍賣，價高者得。

### 首次申請及拍賣
香港運輸署宣佈於2006年4月1日至4月30日期間，接受首輪市民的申請表遞交。

首次自訂車輛登記號碼計劃的拍賣會，於2006年9月16日在香港會議展覽中心舉行，拍賣總收益達港幣1100萬元，當中「1 L0VE U」的車輛登記號碼，以港幣140萬元成交，成為首次計劃中成交價最高的車輛登記號碼。

#### 爭議
漫畫家司徒劍僑將機動戰士高達英文名稱「GUNDAM」申請進行拍賣，但被其他競爭者(車主為Thomas Jefferson Wu)以11萬元投得。他在拍賣會後向傳媒批評自訂車輛登記號碼計劃的價高者得機制，對原創人不公平。

### 成交價最高的21個自訂車牌（有*號為傳統車輛登記號碼）
| 排名 | 車牌     | 成交價（港元） |
| ---- | -------- | -------------- |
| 1    | 47*      | 3,570,000      |
| 2    | 1 L0VE U | 1,400,000      |
| 3    | 8388*    | 900,000        |
| 4    | TVB      | 800,000        |
| 5    | P0RSCHE  | 700,000        |
| 6    | CCUE     | 460,000        |
| 7    | C00L     | 450,000        |
| 8    | GP       | 410,000        |
| 9    | BEATLES  | 370,000        |
| 10   | K1NG     | 300,000        |
| 11   | J0HNNY   | 260,000        |
| 12   | RT       | 250,000        |
| 13   | AAR0N    | 250,000        |
| 14   | SKY      | 220,000        |
| 15   | YUNG     | 210,000        |
| 16   | KEN      | 200,000        |
| 17   | HKU      | 200,000        |
| 18   | R0Y      | 140,000        |
| 19   | HANDS0ME | 130,000        |
| 20   | LEE 8    | 115,000        |
| 21   | HA HA    | 113,000        |

### 第二次申請及拍賣
香港運輸署宣佈於2006年9月21日宣佈，在2006年9月22日至10月23日期間，接受第二輪遞表申請。

第二次自訂車輛登記號計劃的拍賣會，於2006年10月28日舉行，共有242個車牌供競投。與汽車品牌法拉利接近的「FERRAR1」以70萬元成交，成為全場最高成交價。匯豐縮寫「HSBC」以50萬元成交，「12345」以28萬元成交，好日子「G00DDAY」則以12萬成交。全日拍賣總成交額約900萬元。

## 已知自訂車輛登記號碼擁有人
| 自訂車輛登記號碼 | 擁有人         | 成交價（港元） | 登記車款          | 備註                                   | 參考  |
| ---------------- | -------------- | -------------- | ----------------- | -------------------------------------- | ----- |
| AAR0N            | 郭富城         | 250,000        | 蘭博基尼Aventador | 郭富城的英文名                         | [ 6 ] |
| B1G H0N0R        | 大名娛樂公司車 | 5,000          |                   | 供戴夢夢、趙碩之工作之用               | [ 7 ] |
| C H              | 何柱國         | 1,400,000      | 梅赛德斯-奔驰W221 | 何柱國（Charles Ho）的英文字頭         | [ 7 ] |
| CEC1L            | 趙世曾         | 20,000         | 勞斯萊斯幻影      | 趙世曾之英文名                         | [ 7 ] |
| CHA0             | 趙世曾         | 40,000         | 賓利慕尚          | 趙世曾之英文姓氏                       | [ 7 ] |
| F0UR SEAS        | 戴德豐         | 9,000          | 梅赛德斯-奔驰W221 | 四洲集團之英文                         | [ 7 ] |
| G MAX            | 林漢明         |                |                   | 寓意大豆的學名（Glycine max）          |       |
| JY               | 容祖兒         |                | 豐田Alphard       | 容祖兒英文名「Joey Yung」的英文字頭    |       |
| K1NG             | 郭富城         | 300,000        |                   | 四大天王的王字的英文                   | [ 6 ] |
| 0LYMP1C 1        | 霍震霆         | 32,000         | 梅赛德斯-奔驰W221 | 意謂奧運第一                           | [ 7 ] |
| L K M            | 林建名         | 25,000         |                   | 林建名的英文字頭                       | [ 7 ] |
| SKY              | 郭富城         | 220,000        | 法拉利F430        | 四大天王的天字的英文（應該是HEAVENLY） | [ 6 ] |
| SUCCESS          | 楊海成         | 350,000        | 日產Elgrand       | 澳門實德的英文名稱                     | [ 7 ] |

## 外部連結
- HKU車牌索價百萬待沽[] 星島日報